# Mutsu (stad)
Mutsu (Japans: むつ市, Mutsu-shi) is een havenstad in de prefectuur Aomori in het noorden van Honshu, Japan. Op 1 november 2009 had de stad 61.229 inwoners. De bevolkingsdichtheid bedroeg 70,9 inw./km². De oppervlakte van de stad is 863,79 km². De stad ligt op het schiereiland Shimokita aan de Bocht van Mutsu en de Straat Tsugaru. Het is het economisch en administratief centrum van het district Shimokita en huisvest diverse bureaus van het Japans Atoomenergie Agentschap (waaronder een commercieel met kernenergie aangedreven onderzoeksschip met de naam Mutsu).

## Geschiedenis
Mutsu werd op 1 september 1959 onder de naam Ominato-Tanabu (大湊田名部市, Ōminato-Tanabu-shi) een stad (shi) na de samenvoeging van de gemeentes Ominato (大湊町, Ōminato-machi) en Tanabu (田名部町, Tanabu-machi). Met 6 karakters was het de langste naam van een Japanse stad en op 1 augustus 1960 werd de stad hernoemd tot Mutsu en was het de eerste stad waarvan de naam met hiragana in plaats van kanji werd geschreven. De belangrijkste reden hiervoor was het voorkomen van verwarring doordat de kanji voor Mutsu (陸奥) de naam waren voor een oude provincie in Tohoku.
Op 14 maart 2005 zijn de gemeentes Kawauchi (川内町, Kawauchi-machi), Ohata (大畑町, Ōhata-machi) en het dorp Wakinosawa (脇野沢村, Wakinosawa-mura) in Mutsu opgegaan.

## Verkeer
Mutsu ligt aan de Ominato-lijn van East Japan Railway Company.
Mutsu ligt aan de autowegen 279 en 338.

## Stedenbanden
Mutsu heeft een stedenband met
- Port Angeles, Washington, Verenigde Staten sinds 14 augustus 1995.